# La Torreta (Roses)
La Torreta o Torre del Moro és una obra del municipi de Roses (Alt Empordà) protegida com a bé cultural d'interès local.. És situada al nord del nucli urbà de la població, a la vall de la Trencada, a pocs metres de la carretera de Roses a Cadaqués, prop del quilòmetre 4. S'hi accedeix per un camí de terra força malmès que discorre pel mig d'un oliverar conreat.

## Descripció
Es tracta d'una torre de defensa que formava part d'una masia, de la qual només en queden vestigis. La torre és l'únic element del conjunt edificat que es manté dempeus. Es tracta d'una torre de planta quadrada amb el basament lleugerament atalussat i coberta a un vessant de teula. Aquesta coberta va substituir l'antic terrat que cobria l'edifici. Bastida amb pedra sense treballar lligada amb morter de calç i disposada formant filades irregulars, la torre presenta carreus ben escairats a les cantonades, col·locats a llarg i través.
La porta d'accés està situada al mur est, força enlairada respecte al nivell del sòl dels camps de conreu. Per aquest motiu es va construir una rampa d'accés exterior de pedra, a principis del segle xx. La porta té els brancals construïts amb carreus de pedra desbastats i una llinda monolítica amb un ressalt rectangular al centre sense decorar. Tot l'emmarcament de la porta presenta un queixal. Al seu damunt hi ha una sagetera vertical, tapiada, i dues petites espitlleres més d'obertura quadrangular, per armes de foc, alineades a diferents nivells a la part oest del mur.
A la part superior del mur sud destaca una finestra rectangular amb els brancals bastits amb carreus desbastats, llinda monolítica i amb l'ampit i tot l'emmarcament motllurat. Per sota hi ha una altra petita espitllera quadrangular per arma de foc. Al mur nord també hi ha una espitllera de les mateixes característiques anteriors, al nivell del primer pis. En canvi, el mur oest no presenta cap obertura.
Exteriorment, els murs est, sud i oest es troben arrebossats i pintats de color blanc, fins al nivell del primer pis. Actualment, la torre presenta un petit cos adossat al mur sud, utilitzat com a magatzem agrícola. Les restes de la masia de la que formava part es localitzen a la part nord-est de la torre.